# Université métropolitaine d'Osaka
 (mars 2025).
L'université métropolitaine d'Osaka (大阪公立大学, Ōsaka kōritsu daigaku), abrégée OMU, est une université publique japonaise créée grâce à l'intégration de l'Université municipale d'Osaka (OCU) et de l'Université préfectorale d'Osaka (OPU) le 1er avril 2022.

## Campus
L'Université métropolitaine d'Osaka compte 7 campus dans la préfecture d'Osaka.
† = de l'ancien OPU
‡ = de l'ancien OCU
- Campus principal de Morinomiya, qui sera achevé en 2025.
- Campus de Nakamozu†
- Campus d'Habikino†
- Campus de Rinku†
- Campus de Sugimoto‡
- Campus d'Abeno‡
- Satellite Umeda‡

### Institutions affiliées
- Jardin botanique de la faculté des sciences de l'université métropolitaine d'Osaka

## Personnalités liées à l’université

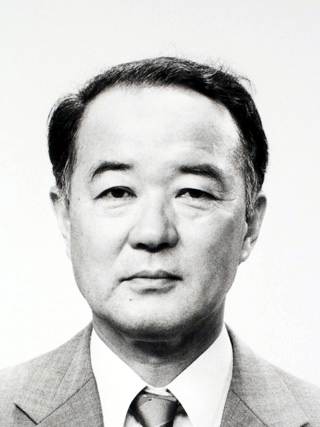
Kazuhiko Nishijima, physicien, professeur à l'OCU.
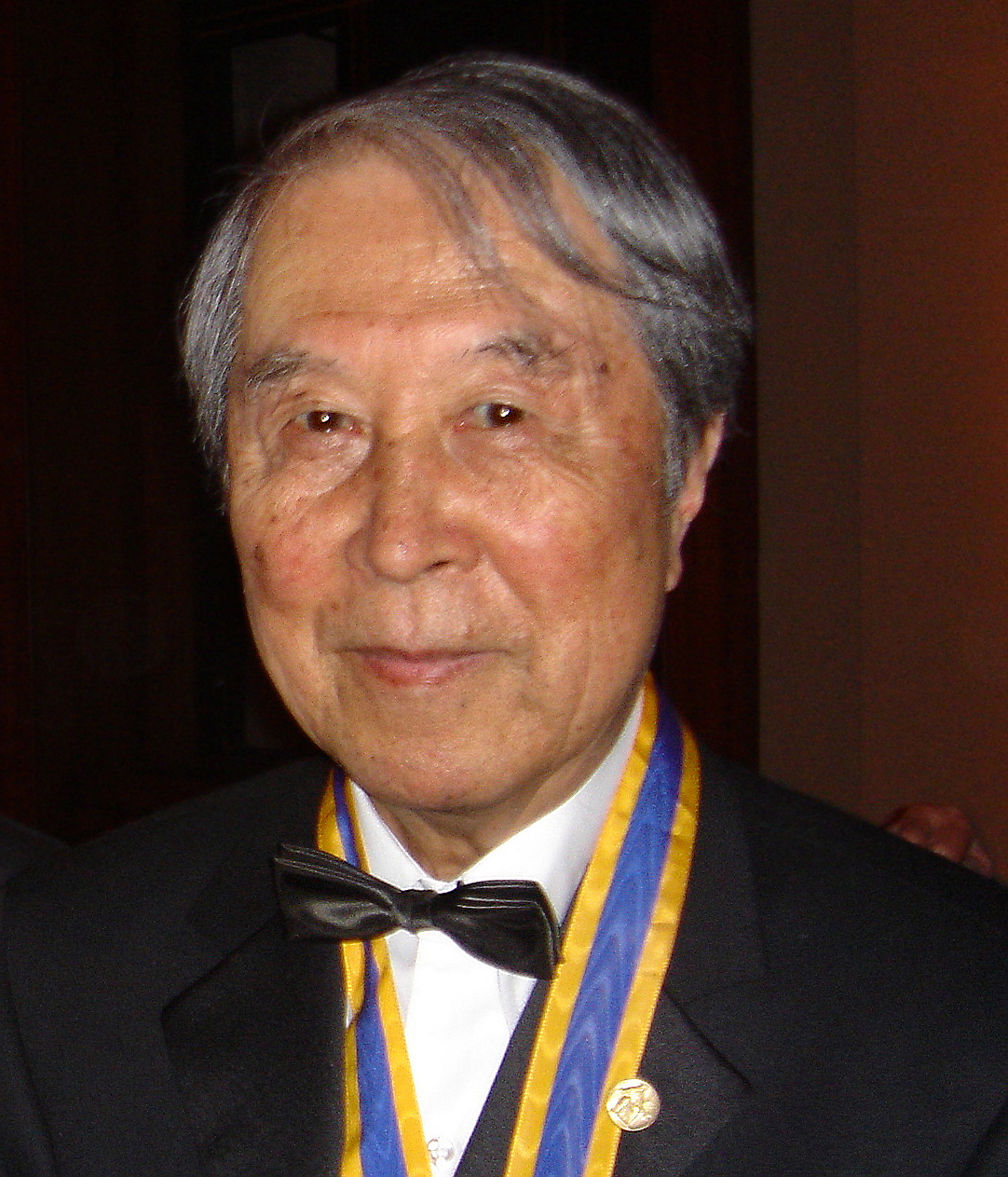
Yoichiro Nambu, physicien, professeur à l'OCU, lauréat du prix Nobel de physique 2008.
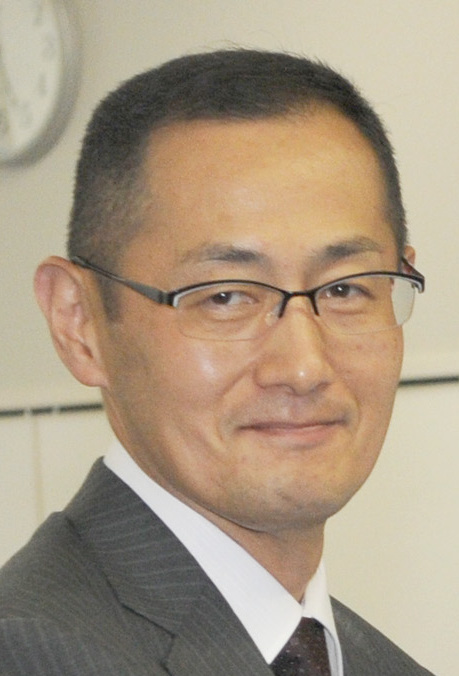
Shinya Yamanaka, chercheur en cellules souches, titulaire d'un doctorat de l'OCU, lauréat du prix Nobel de physiologie ou médecine 2012.
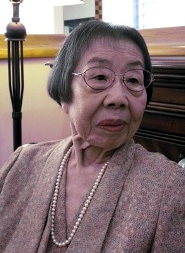
Taeko Kōno, ancienne étudiante de l'OPU, autrice.
Keigo Higashino, ancien étudiant de l'OPU, auteur de romans policiers.